# 18 de junho
18 de junho é o 169.º dia do ano no calendário gregoriano (170.º em anos bissextos). Faltam 196 dias para acabar o ano.

## Eventos históricos

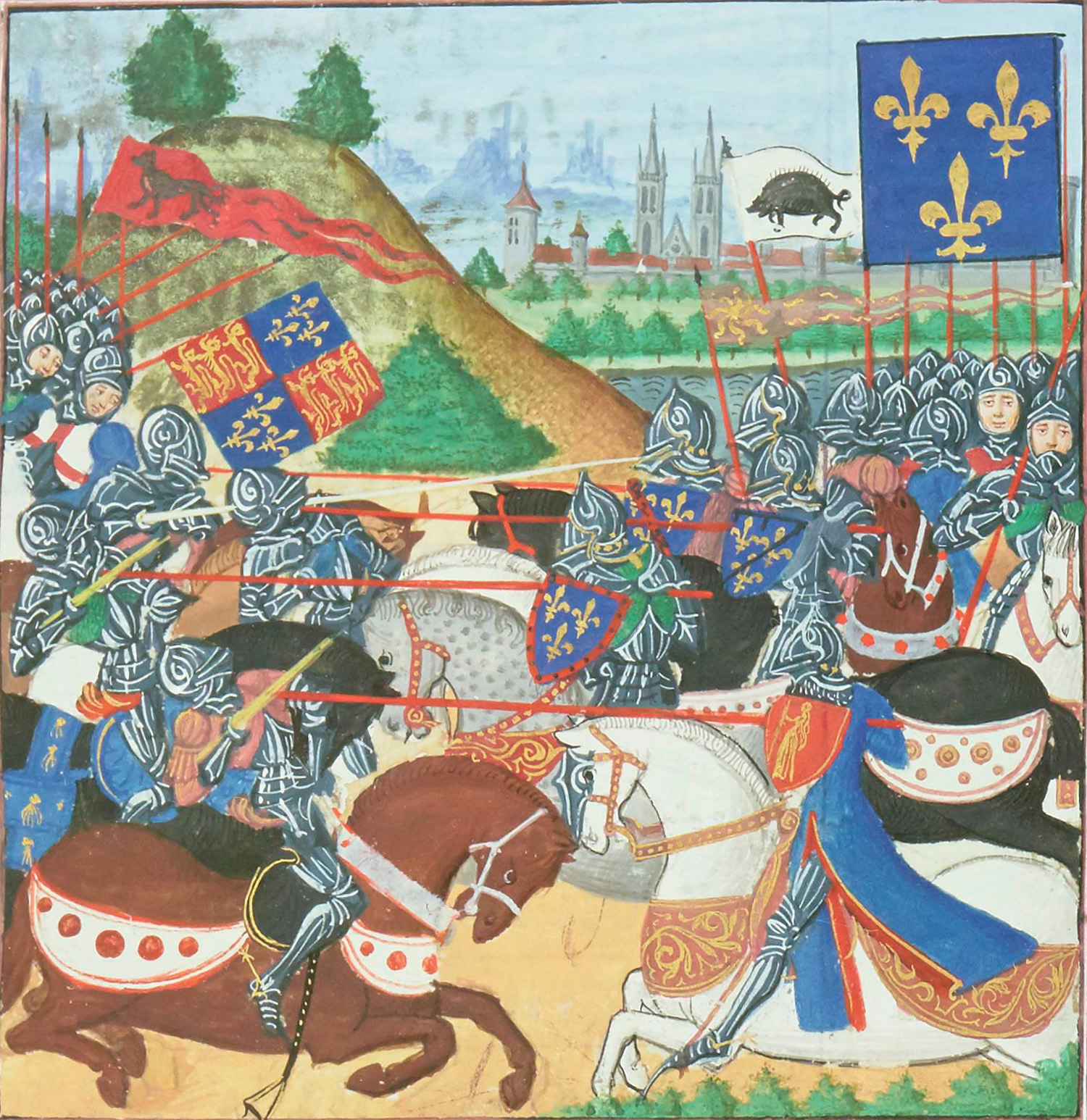
1429: Batalha de Patay

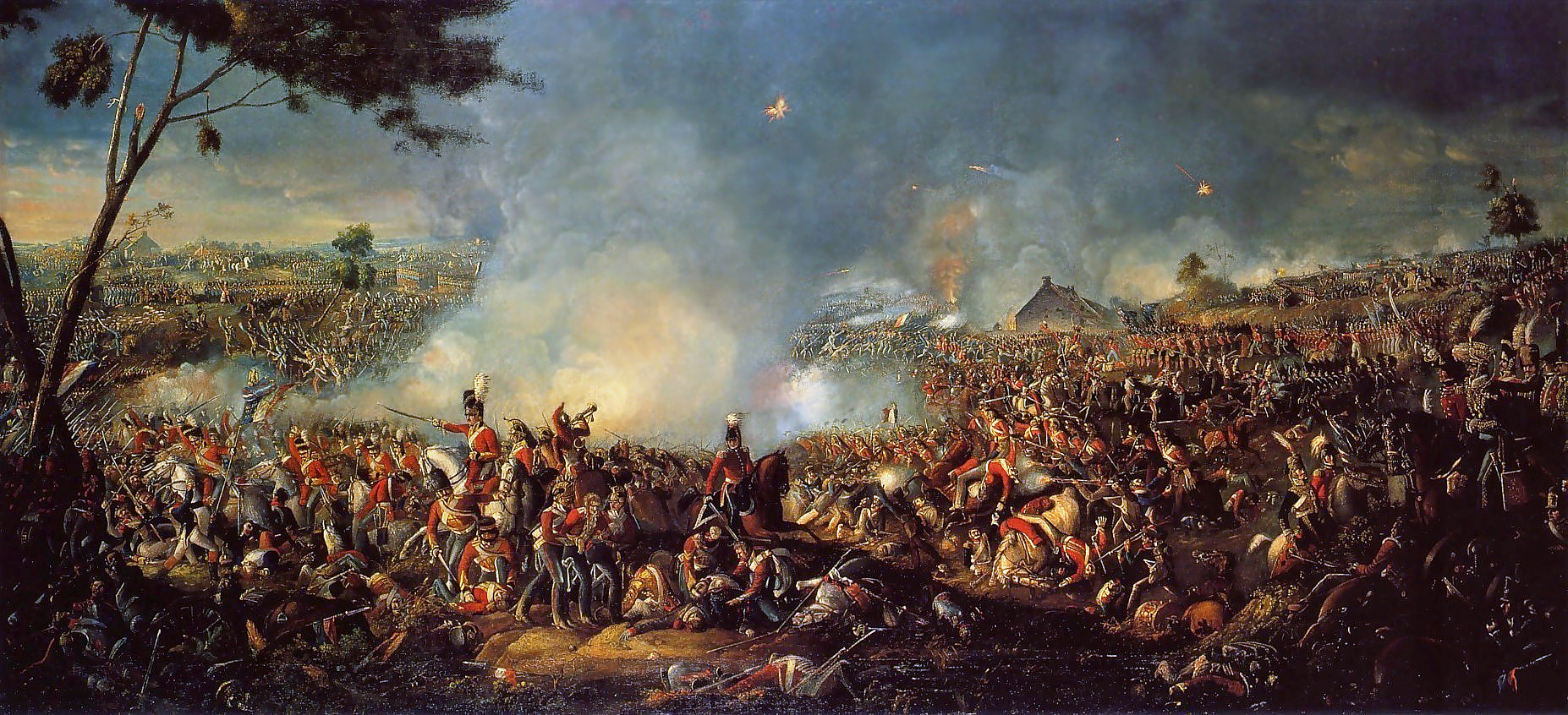
1815: Batalha de Waterloo

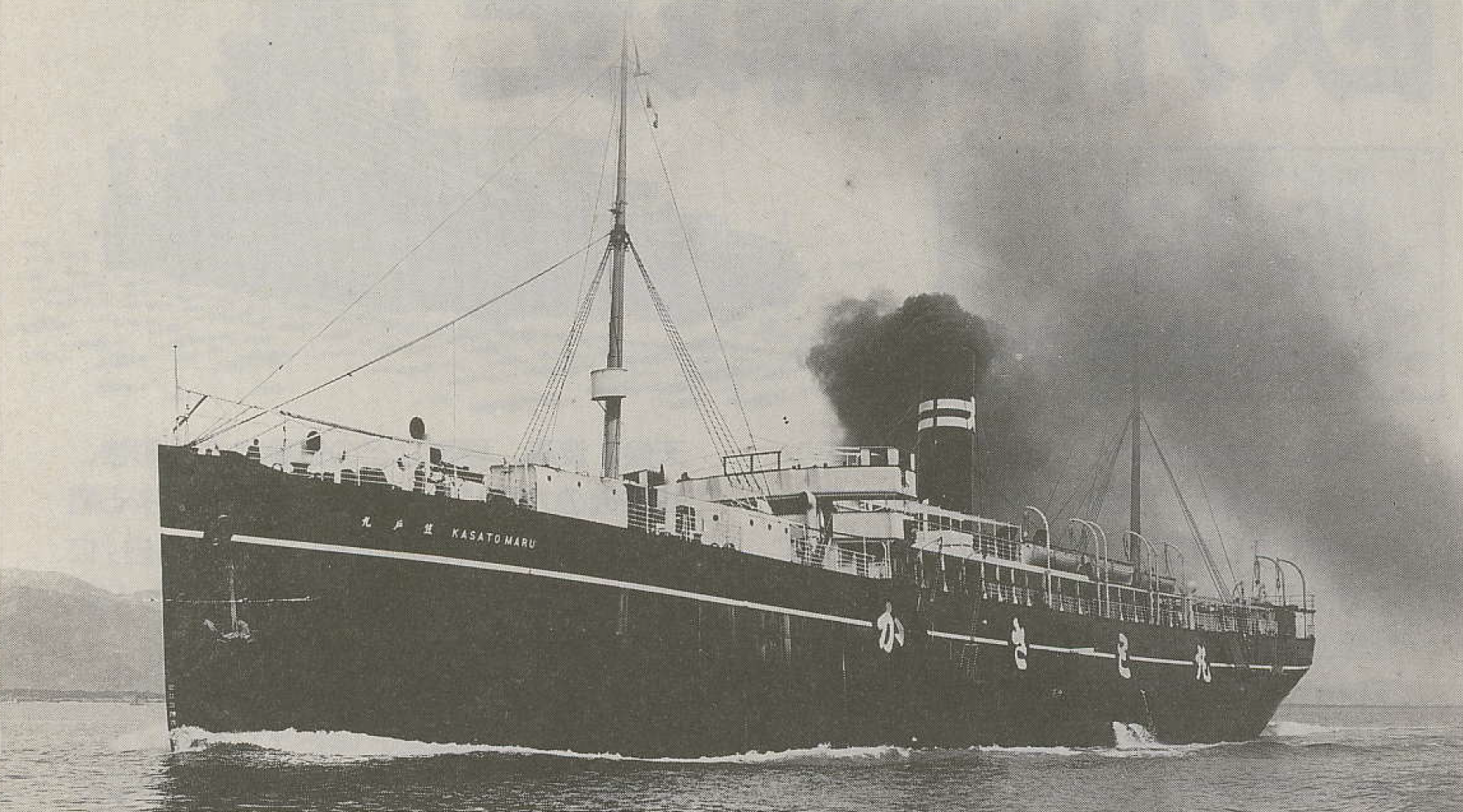
1908: Início da imigração japonesa no Brasil

- 0618 — Li Yuan torna-se o Imperador Gaozu de Tang, iniciando três séculos de domínio da dinastia Tang sobre a China.
- 0656 — Ali torna-se califa do Califado Rashidun.
- 0860 — Guerra rus'-bizantina: uma frota de cerca de 200 navios do Grão-Canato de Rus navega para o Bósforo e começa a saquear os subúrbios da capital bizantina Constantinopla.
- 1053 — Batalha de Civitate: três mil cavaleiros do conde normando Hunifredo derrotam as tropas do Papa Leão IX.
- 1265 — Um projeto de tratado bizantino-veneziano é concluído entre os enviados venezianos e o imperador Miguel VIII Paleólogo, mas não é ratificado pelo Doge Reniero Zeno.
- 1391 — Guerra Tokhtamysh-Tamerlão: Batalha do rio Kondurcha: Tamerlão derrota Tokhtamysh da Horda Dourada no atual sudeste da Rússia.[1]
- 1429 — O exército de Carlos VII derrota um exército inglês sob o comando de John Talbot na Batalha de Patay durante a Guerra dos Cem Anos. Os ingleses perderam 2 200 homens, mais da metade de seu exército, prejudicando seus esforços durante este segmento da guerra.
- 1633 — Carlos I é coroado rei dos escoceses na Catedral de St Giles, em Edimburgo.
- 1757 — Batalha de Kolin entre as forças prussianas sob o comando de Frederico, o Grande e um exército austríaco na Guerra dos Sete Anos.
- 1778 — Guerra Revolucionária Americana: o exército britânico abandona a Filadélfia.
- 1803 — Revolução Haitiana: a Marinha Real liderada pelo contra-almirante John Thomas Duckworth inicia o bloqueio de Saint-Domingue contra as forças francesas.[2]
- 1812 — A declaração de guerra dos Estados Unidos contra o Reino Unido é assinada pelo presidente James Madison, dando início à Guerra de 1812.
- 1815 — Guerras Napoleônicas: a Batalha de Waterloo resulta na derrota de Napoleão Bonaparte pelo Duque de Wellington e Gebhard Leberecht von Blücher forçando-o a abdicar do trono da França pela segunda e última vez.
- 1858 — Charles Darwin recebe um artigo de Alfred Russel Wallace que inclui conclusões quase idênticas as suas sobre a evolução, levando Darwin a publicar sua teoria.
- 1887 — Assinado o Tratado de Resseguro entre a Alemanha e a Rússia.
- 1900 — A imperatriz viúva Cixi da China ordena que todos os estrangeiros sejam mortos, incluindo diplomatas estrangeiros e suas famílias.
- 1908 — A imigração japonesa no Brasil começa quando 781 pessoas chegam ao Porto de Santos a bordo do navio Kasato Maru.
- 1911 — Fundação da maior denominação evangélica do Brasil, a Assembleia de Deus.
- 1940 — Apelo de 18 de junho por Charles de Gaulle.
- 1948 — Grã-Bretanha, França e Estados Unidos anunciam que, em 21 de junho, o marco alemão será introduzido na Alemanha Ocidental e em Berlim Ocidental. Nos seis dias seguintes, os comunistas restringiram cada vez mais o acesso a Berlim.[3]
- 1953
  - Revolução Egípcia de 1952 termina com a derrubada da dinastia de Maomé Ali e a declaração da República do Egito.
  - Um C-124 da Força Aérea dos Estados Unidos cai e queima perto de Tachikawa, no Japão, matando 129.
- 1954 — Carlos Castillo Armas lidera uma força de invasão pela fronteira guatemalteca, pondo em marcha o Golpe de Estado na Guatemala em 1954.
- 1965 — Guerra do Vietnã: a Força Aérea dos Estados Unidos usa bombardeiros B-52 para atacar guerrilheiros no Vietnã do Sul.
- 1972 — Desastre aéreo de Staines: cento e dezoito pessoas morrem quando um BEA H.S. Trident cai dois minutos após a decolagem do aeroporto de Heathrow, em Londres.
- 1979 — Assinatura do SALT II pelos Estados Unidos e pela União Soviética.
- 1981 — O Lockheed F-117 Nighthawk, a primeira aeronave operacional inicialmente projetada com tecnologia furtiva, faz seu primeiro voo.
- 1983
  - Programa ônibus espacial: na missão STS-7, a astronauta Sally Ride se torna a primeira mulher americana no espaço.
  - Mona Mahmudnizhad, junto com outras nove mulheres da Fé Bahá'í, é condenada à morte e enforcada em Shiraz, Irã por causa de suas crenças religiosas.
- 1984 — Um grande confronto entre cerca de 5 000 policiais e um número semelhante de mineiros ocorre em Orgreave, South Yorkshire, durante a greve dos mineiros no Reino Unido de 1984-85.[4]
- 1989 — A Birmânia passa a se chamar oficialmente Myanmar.
- 1991 — A Agência Brasileiro-Argentina de Contabilidade e Controle de Materiais Nucleares (ABACC) é criada pelos governos do Brasil e da Argentina.
- 1992 — Os irlandeses aprovam em referendum a confirmação do Tratado de Maastricht, com 69% dos votos.
- 1998 — O voo Propair 420 cai perto do Aeroporto Internacional de Montreal-Mirabel em Quebec, Canadá, matando 11 pessoas.
- 2000 — Eritreia e Etiópia firmam em Argel um acordo de paz para pôr fim à guerra que ambos países enfrentavam desde maio de 1998.
- 2006 — Lançado o primeiro satélite espacial do Cazaquistão, o KazSat 1.
- 2009 — Lançamento da Lunar Reconnaissance Orbiter (LRO), uma espaçonave robótica da NASA.
- 2018 — Um terremoto de magnitude 6,1 atinge o norte de Osaka, 4 pessoas foram mortas, 15 feridos graves foram relatados e 419 pessoas tiveram ferimentos leves.[5]
- 2023 — O submersível Titan, operado pela OceanGate Expeditions, com cinco pessoas a bordo, desaparece enquanto tentava ver os destroços do Titanic na costa de Newfoundland, Canadá, no Oceano Atlântico Norte.[6][7]

## Nascimentos

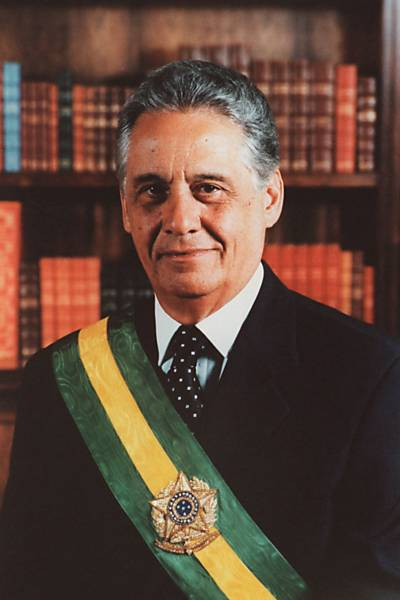
Fernando Henrique Cardoso

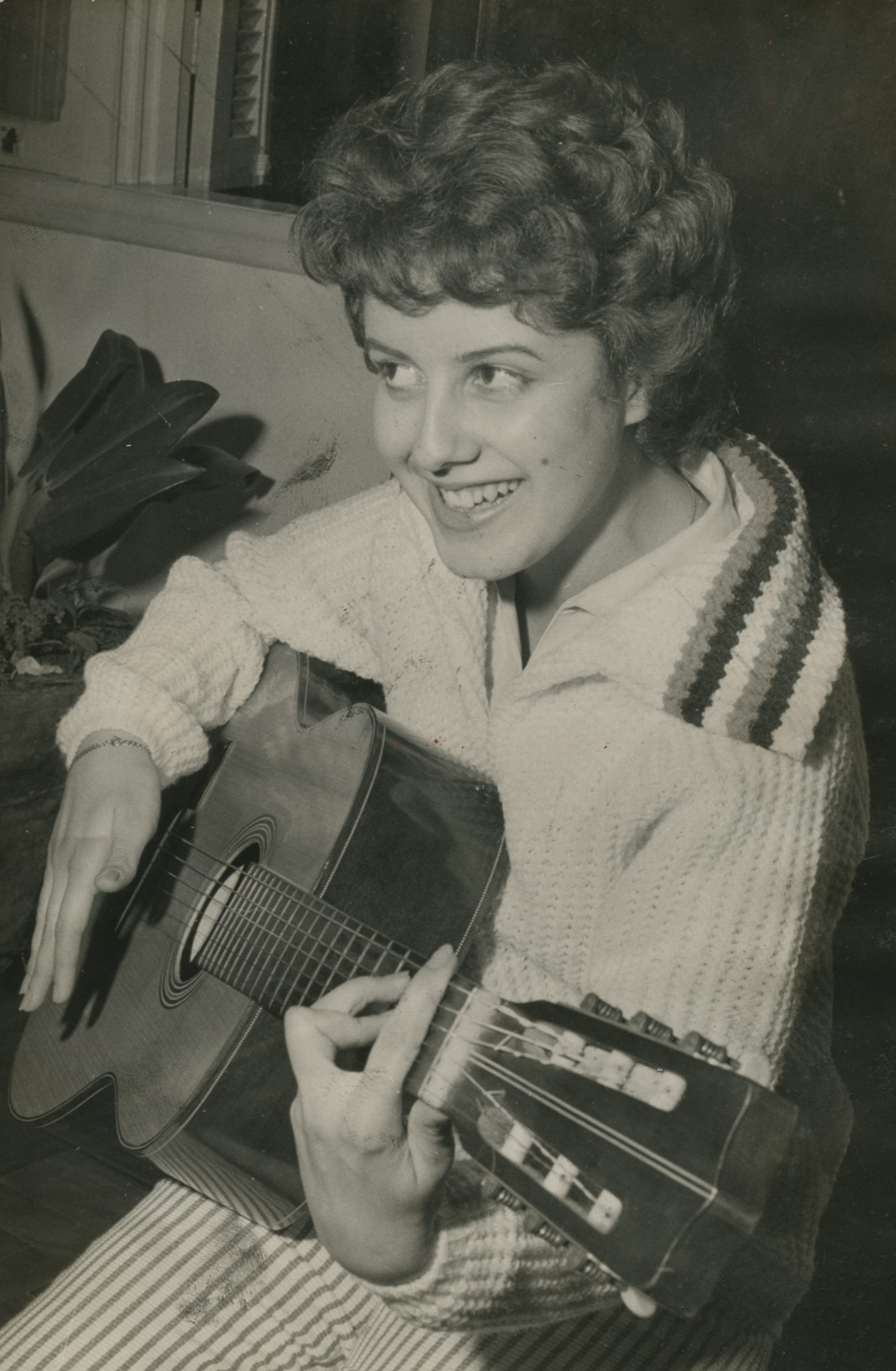
Celly Campello

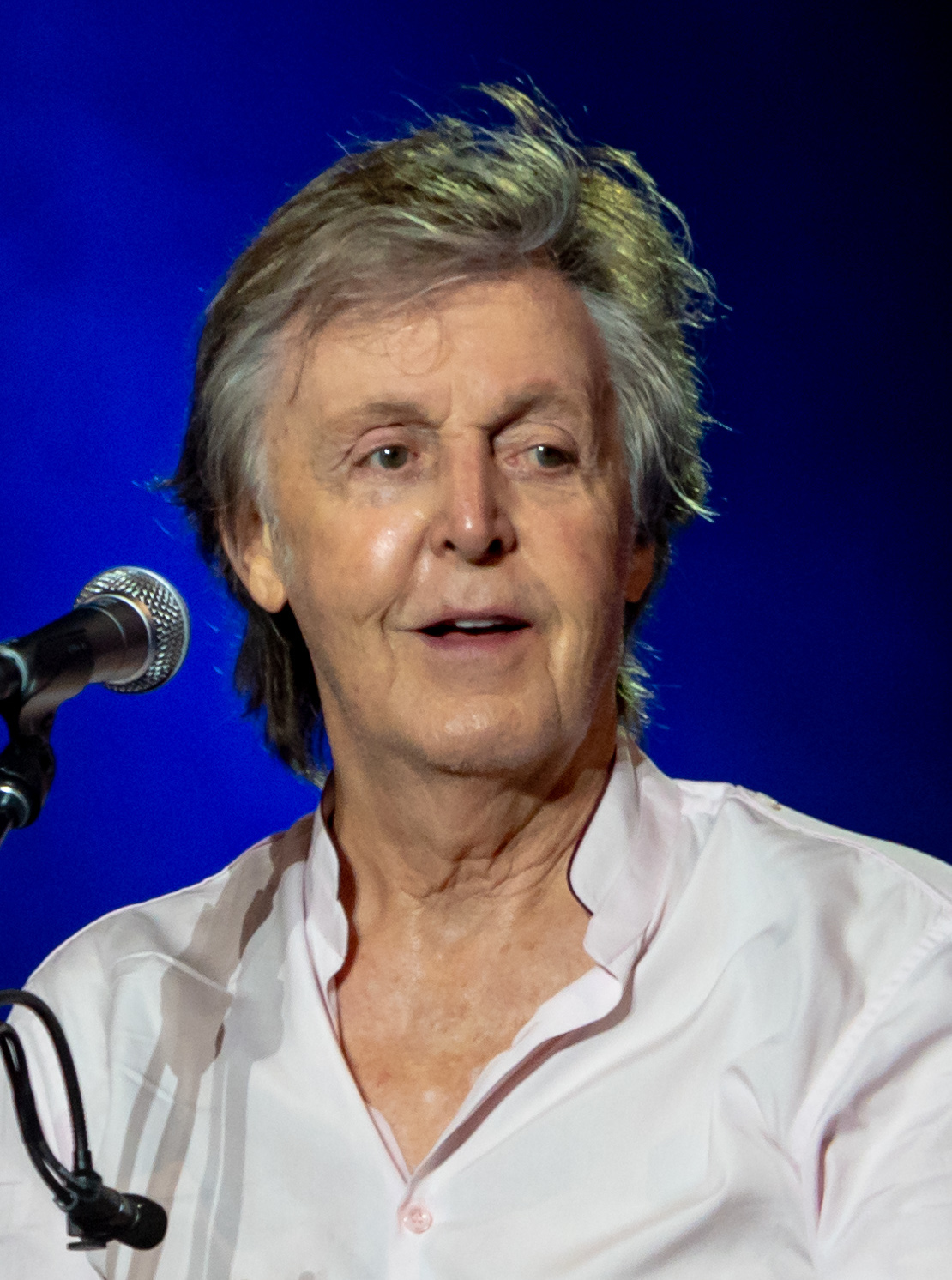
Paul McCartney

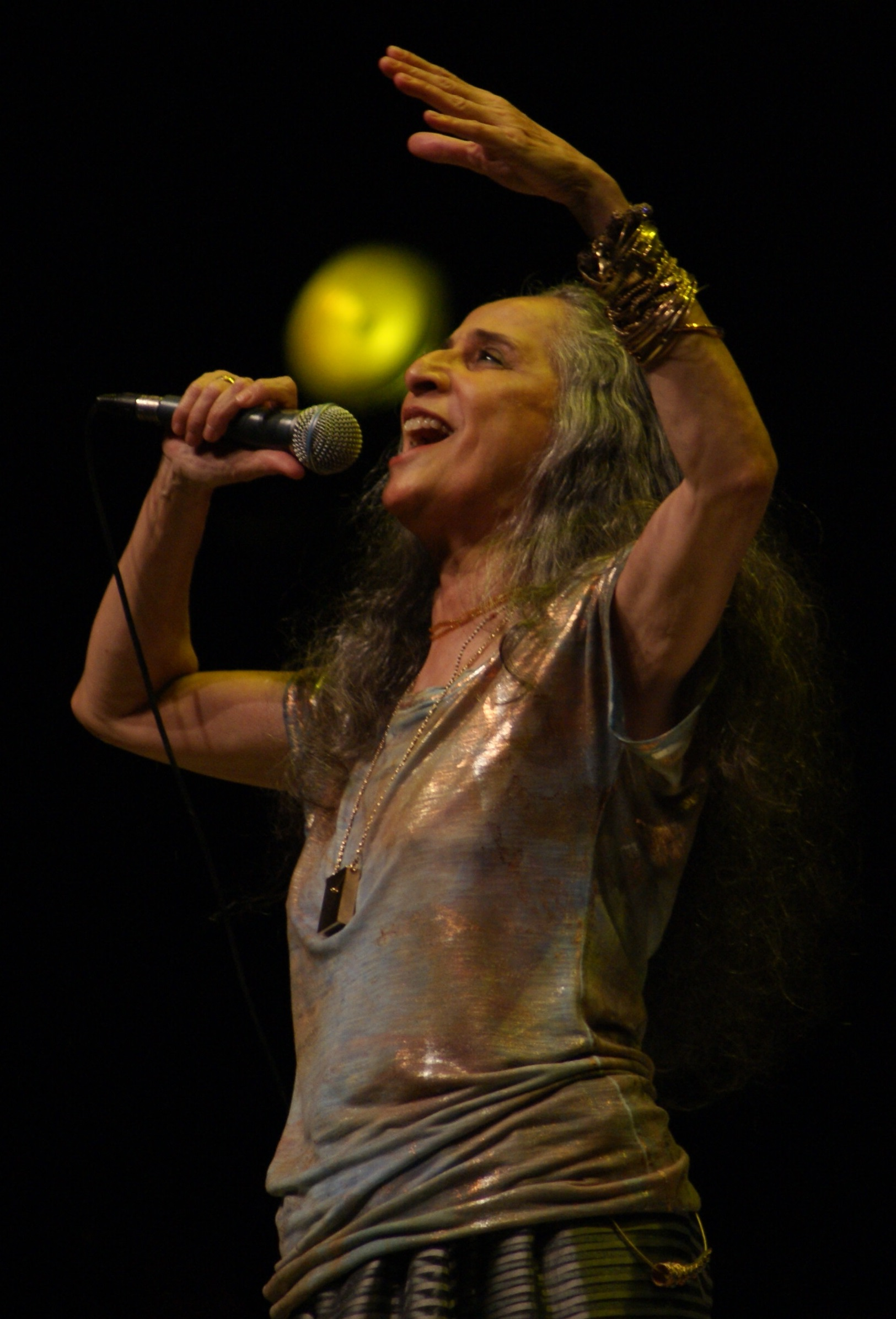
Maria Bethânia

Alex Hirsch

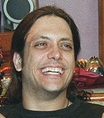
Lúcio Mauro Filho

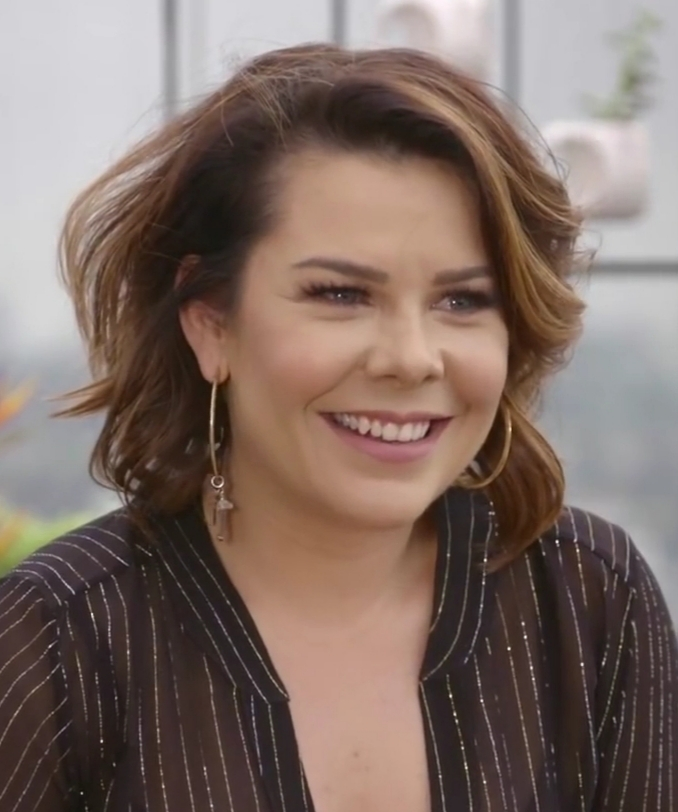
Fernanda Souza

### Anteriores ao século XIX
- 1294 — Carlos IV de França (m. 1328).
- 1318 — Leonor de Woodstock, duquesa de Gueldres (m. 1355).
- 1332 — João V Paleólogo, imperador bizantino (m. 1391).
- 1466 — Ottaviano Petrucci, tipógrafo italiano (m. 1539).
- 1511 — Bartolomeo Ammanati, arquiteto e escultor italiano (m. 1592).
- 1517 — Imperador Ogimachi do Japão (m. 1593).
- 1521 — Maria de Portugal, Duquesa de Viseu (m. 1577).
- 1662 — Carlos FitzRoy, 2.º Duque de Cleveland (m. 1730).
- 1716 — Joseph-Marie Vien, pintor francês (m. 1809).
- 1757 — Ignaz Pleyel, compositor e industrial austríaco (m. 1831).
- 1761 — Nicolas Anselme Baptiste, ator francês (m. 1835).

### Século XIX
- 1809 — Ludwig von der Tann-Rathsamhausen, general alemão (m. 1881).
- 1812 — Otto Wilhelm Sonder, botânico alemão (m. 1881).
- 1828 — Henry Hugh Armstead, escultor e ilustrador britânico (m. 1905).
- 1831 — Peter Nicolai Arbo, pintor norueguês (m. 1892).
- 1838 — Edward S. Morse, zoólogo e orientalista norte-americano (m. 1925).
- 1842 — António Mendes Bello, religioso português (m. 1929).
- 1845 — Charles Louis Alphonse Laveran, físico e parasitologista francês (m. 1922).
- 1850 — Richard Heuberger, compositor e crítico musical austríaco (m. 1914).
- 1872 — Ana de Castro Osório, feminista portuguesa (m. 1935).
- 1874 — Jorge Tupou II, rei tonganês (m. 1918).
- 1882
  - Georgi Dimitrov, líder revolucionário búlgaro (m. 1949).
  - Ștefania Mărăcineanu, física romena (m. 1944).
  - Richard Johansson, patinador artístico sueco (m. 1952).
- 1883 — Baltasar Brum, advogado e político uruguaio (m. 1933).
- 1884 — Édouard Daladier, político francês (m. 1970).
- 1886
  - George Mallory, alpinista britânico (m. 1924).
  - Alexander Wetmore, ornitólogo estadunidense (m. 1978).
- 1887 — Waloddi Weibull, engenheiro e matemático sueco (m. 1979).
- 1891 — Amade ibne Iáia, rei iemenita (m. 1962).
- 1897 — Martti Marttelin, atleta finlandês (m. 1940).

### Século XX

#### 1901–1950
- 1901
  - Anastásia Nikolaevna Romanova, Grã-Duquesa da Rússia (m. 1918).
  - Bernardo Sayão, engenheiro agrônomo e político brasileiro (m. 1959).
- 1902 — Paavo Yrjölä, decatleta finlandês (m. 1980).
- 1903 — Jeanette MacDonald, atriz e cantora estadunidense (m. 1965).
- 1905 — Kay Kyser, músico norte-americano (m. 1985).
- 1906 — Helena D'Algy, atriz portuguesa (m. 1991).
- 1908
  - Nedra Volz, atriz estadunidense (m. 2003).
  - Jean Claessens, futebolista belga (m. 1978).
- 1911 — Anne-Marie Imbrecq, aviadora francesa (m. 2005).
- 1912 — Glenn Morris, decatleta e ator estadunidense (m. 1974).
- 1913 — Sammy Cahn, compositor estadunidense (m. 1993).
- 1914 — E.G. Marshall, ator estadunidense (m. 1998).
- 1916 — Julio César Turbay Ayala, político colombiano (m. 2005).
- 1917 — Richard Boone, ator estadunidense (m. 1981).
- 1918
  - Jerome Karle, químico estadunidense (m. 2013).
  - Franco Modigliani, economista ítalo-americano (m. 2003).
- 1922 — Henri Chopin, poeta e músico francês (m. 2008).
- 1923 — Jean Delumeau, historiador francês (m. 2020).
- 1924 — Renia Spiegel, escritora polonesa (m. 1942).
- 1926 — Allan Rex Sandage, astrônomo norte-americano (m. 2010).
- 1929 — Jürgen Habermas, sociólogo e filósofo alemão.
- 1931
  - Fernando Henrique Cardoso, sociólogo, cientista político e político brasileiro, 34.° presidente do Brasil.
  - Klaus Wunderlich, organista alemão (m. 1997).
- 1932 — Sérgio Ricardo, compositor, ator, cantor e diretor brasileiro (m. 2020).
- 1935 — Yaúca, futebolista português (m. 1992).
- 1936
  - Ronald Venetiaan, político surinamês.
  - Denny Hulme, automobilista neozelandês (m. 1992).
  - Barack Obama, Sr., economista queniano (m. 1982).
- 1937 — Jay Rockefeller, político estadunidense.
- 1940 — Michael Sheard, ator britânico (m. 2005).
- 1941
  - Roger Lemerre, ex-futebolista e treinador de futebol francês.
  - Michel Chapuis, ex-canoísta francês.
  - Teodoro, cantor e compositor brasileiro.
- 1942
  - Paul McCartney, cantor, compositor e músico britânico.
  - Celly Campello, cantora brasileira (m. 2003).
  - Thabo Mbeki, político sul-africano.
  - Hans Vonk, maestro neerlandês (m. 2004).
- 1943 — Raffaela Carrà, cantora, apresentadora e atriz italiana (m. 2021).
- 1944 — Salvador Sánchez Cerén, político salvadorenho.
- 1945 — Cesar Maia, economista e político brasileiro.
- 1946
  - Maria Bethânia, cantora brasileira.
  - Fabio Capello, ex-futebolista e treinador de futebol italiano.
  - Lídia Jorge, escritora portuguesa.
  - Gordon Murray, designer e engenheiro automobilístico sul-africano.
- 1947
  - Bernard Giraudeau, ator francês (m. 2010).
  - Lajos Kocsis, futebolista húngaro (m. 2000).
- 1949
  - Jarosław Kaczyński, político polonês.
  - Lech Kaczyński, político polonês (m. 2010).
- 1950
  - Mike Johanns, político estadunidense.
  - Mario Maranhão, compositor brasileiro (m. 1996).

#### 1951–2000
- 1951
  - Nobutaka Taguchi, ex-nadador japonês.
  - Gyula Sax, enxadrista húngaro (m. 2014).
- 1952
  - Isabella Rossellini, atriz italiana.
  - Idriss Déby, político chadiano (m. 2021).
  - Carlos Randall, compositor e empresário brasileiro.
- 1954 — Hussein Kamel, militar iraquiano (m. 1996).
- 1955
  - Mísia, cantora portuguesa (m. 2024).
  - Sandy Allen, norte-americana considerada a mulher mais alta do mundo até a data de sua morte (m. 2022).
- 1956
  - Kathy May Fritz, ex-tenista norte-americana.
  - Brian Benben, ator estadunidense.
- 1958 — Peter Altmaier, político alemão.
- 1959 — Hélio de la Peña, humorista brasileiro.
- 1960
  - Barbara Broccoli, produtora de cinema estadunidense.
  - Omar Sharmarke, político somali.
  - Cláudio Bizu, ex-futebolista brasileiro.
- 1961 — Alison Moyet, cantora britânica.
- 1963
  - Dizzy Reed, multi-instrumentista estadunidense.
  - Christian Vadim, ator francês.
  - Wataru Yoshizumi, desenhista japonesa.
  - Luis Fajardo, ex-futebolista colombiano.
- 1964 — Uday Hussein, jornalista e político iraquiano (m. 2003).
- 1965
  - Álvaro Tito, cantor brasileiro.
  - Kim Dickens, atriz estadunidense.
- 1966 — Kurt Browning, patinador artístico canadense.
- 1967 — Alexander Bunbury, ex-futebolista canadense.
- 1968 — Steve Ouimette, guitarrista norte-americano.
- 1969 — Vito LoGrasso, wrestler estadunidense.
- 1970
  - Ştefan Preda, ex-futebolista romeno.
  - Greg Yaitanes, diretor e produtor de televisão norte-americano.
- 1971
  - Jason McAteer, ex-futebolista irlandês.
  - Jorge Bermúdez, ex-futebolista colombiano.
- 1973 — Julie Depardieu, atriz francesa.
- 1974
  - Lúcio Mauro Filho, ator brasileiro.
  - Vincenzo Montella, ex-futebolista e treinador de futebol italiano.
  - Wendel Bezerra, dublador brasileiro.
  - José Enrique Gutiérrez, ex-ciclista espanhol.
- 1975
  - Maria João Bastos, atriz portuguesa.
  - Fredy González, ex-ciclista colombiano.
  - Aleksandrs Koļinko, ex-futebolista letão.
- 1976
  - Russo, ex-futebolista brasileiro.
  - Blake Shelton, cantor e músico estadunidense.
  - Tatsuhiko Kubo, ex-futebolista japonês.
  - Alana de la Garza, atriz estadunidense.
- 1977 — Majed Moqed, terrorista saudita (m. 2001).
- 1978
  - Fernando, ex-futebolista brasileiro.
  - Bruno Reis, ex-futebolista brasileiro.
  - Wang Liqin, ex-mesa-tenista chinês.
- 1979
  - Milene Domingues, ex-futebolista e modelo brasileira.
  - Fabíola da Silva, atleta de patinação brasileira.
  - Ricardo Marques Ribeiro, árbitro de futebol brasileiro.
  - Andrew Sinkala, ex-futebolista zambiano.
  - Goran Sankovič, futebolista esloveno (m. 2022).
- 1980
  - Kevin Bishop, ator britânico.
  - Érika Menezes, diretora e dubladora brasileira.
  - David Giuntoli, ator estadunidense.
- 1981
  - Tiberiu Ghioane, ex-futebolista romeno.
  - Marco Streller, ex-futebolista suíço.
  - Scooter Braun, empresário musical estadunidense.
- 1982
  - Marco Borriello, ex-futebolista italiano.
  - Nadir Belhadj, futebolista argelino.
- 1983
  - Antonio Floro Flores, ex-futebolista italiano.
  - Ludmila Dayer, atriz brasileira.
- 1984 — Fernanda Souza, atriz brasileira.
- 1985
  - Alex Hirsch, animador e artista de storyboard estadunidense.
  - Matías Abelairas, ex-futebolista argentino.
- 1986
  - Richard Gasquet, ex-tenista francês.
  - Shūsaku Nishikawa, futebolista japonês.
  - Ante Rukavina, ex-futebolista croata.
  - Meaghan Rath, atriz canadense.
  - Richard Madden, ator britânico.
- 1987
  - Raúl Bobadilla, futebolista argentino.
  - Marcelo Moreno, ex-futebolista boliviano.
  - Jonathan Tavernari, ex-jogador de basquete brasileiro.
  - Omar Arellano, futebolista mexicano.
  - Niels Schneider, ator francês.
- 1988
  - Islam Slimani, futebolista argelino.
  - Josh Dun, músico estadunidense.
- 1989
  - Renee Olstead, atriz e cantora estadunidense.
  - Pierre-Emerick Aubameyang, futebolista gabonês.
  - Rafael Carioca, futebolista brasileiro.
- 1990
  - Sandra Izbasa, ex-ginasta romena.
  - Jeremy Irvine, ator britânico.
  - Monica Barbaro, atriz e dançarina estadunidense.
- 1991
  - Rafaelle Souza, futebolista brasileira.
  - Willa Holland, atriz estadunidense.
- 1992
  - Adama Soumaoro, futebolista francês.
  - Sara Winter, ativista política brasileira.
  - Wellington Rato, futebolista brasileiro.
  - Sean Teale, ator britânico.
- 1993 — Joyce Lomalisa, futebolista congolês.
- 1994
  - Rafael L. Silva, ator brasileiro-americano.
  - Takeoff, rapper estadunidense (m. 2022).
- 1995
  - Gimenez, futebolista brasileiro (m. 2016).
  - Jonathan Paz, futebolista hondurenho.
  - Habib Diallo, futebolista senegalês.
  - Mario Hermoso, futebolista espanhol.
- 1996
  - Alen Halilović, futebolista croata.
  - Marc-Antoine Olivier, nadador francês.
- 1997
  - Max Records, ator estadunidense.
  - Eduard Atuesta, futebolista colombiano.
  - Rafa Mir, futebolista espanhol.
- 1998 — Patricia Janečková, cantora de ópera eslovaca (m. 2023).
- 1999 — Giuliano Galoppo, futebolista argentino.
- 2000 — Hans Nicolussi, futebolista italiano.

### Século XXI
- 2001 — Gabriel Martinelli, futebolista brasileiro.
- 2002 — Moussa N'Diaye, futebolista senegalês.

## Mortes

### Anteriores ao século XIX
- 0725 — Auberto de Avranches, prelado e santo católico francês (n. 660).
- 0741 — Leão III, o Isauro, imperador bizantino (n. 685).
- 1095 — Sofia da Hungria, duquesa da Saxônia (n. 1045/50).
- 1165 — Isabel de Schönau, monja e santa alemã (n. 1129).
- 1234 — Chukyo, imperador japonês (n. 1218).
- 1250 — Beata Teresa de Portugal, rainha de Leão (n. 1176).
- 1291 — Afonso III de Aragão (n. 1265).
- 1697 — Gregório Barbarigo, cardeal católico, diplomata e acadêmico italiano (n. 1625).
- 1716 — Natália Alexeivena, Czarevna da Rússia (n. 1673).
- 1742 — John Aislabie, político britânico (n. 1670).

### Século XIX
- 1804 — Maria Amália de Habsburgo-Lorena, duquesa de Parma (n. 1746).
- 1815 — Thomas Picton, general do exército britânico (n. 1758).
- 1835 — William Cobbett, gramático, jornalista, político e naturalista britânico (n. 1763).
- 1866 — Segismundo da Prússia (n. 1864).
- 1900 — Simões Raposo, professor e pedagogo português (n. 1840).

### Século XX
- 1905 — Carmine Crocco, brigante italiano (n. 1830).
- 1914 — Sílvio Romero, crítico literário, poeta e político brasileiro (n. 1851).
- 1917
  - Eufemio Zapata, revolucionário mexicano (n. 1873).
  - Titu Maiorescu, político romeno (n. 1840).
- 1928 — Roald Amundsen, explorador norueguês (n. 1872).
- 1937 — Gaston Doumergue, político francês (n. 1863).
- 1945 — Simon Bolivar Buckner, Jr., general estadunidense (n. 1886).
- 1947 — John Henry Patterson, militar e escritor anglo-irlandês (n. 1867).
- 1963 — Pedro Armendáriz, ator mexicano (n. 1912).
- 1966 — Pierre Montet, egiptólogo francês (n. 1885).
- 1967 — Giacomo Russo (Geki), automobilista italiano (n. 1937).
- 1971 — Paul Karrer, químico suíço (n. 1889).
- 1979 — Procópio Ferreira, ator e diretor teatral brasileiro (n. 1898).
- 2000 — Nancy Marchand, atriz estadunidense (n. 1928).

### Século XXI
- 2003 — Fernando de Paços, poeta e dramaturgo português (n. 1923).
- 2007
  - Núbia Lafayete, cantora brasileira (n. 1937).
  - Vilma Espín, engenheira química e revolucionária cubana (n. 1930).
- 2008
  - Jean Delannoy, cineasta, ator e roteirista francês (n. 1908).
  - Célio de Morais, empresário e técnico de futebol amador brasileiro (n. 1943).
- 2010 — José Saramago, escritor português (n. 1922).
- 2011
  - Frederick Chiluba, político zambiano (n. 1942).
  - Clarence Clemons, músico e ator estadunidense (n. 1942).
  - Wilza Carla, vedete, atriz e humorista brasileira (n. 1935).
- 2012 — Alketas Panagoulias, futebolista e treinador de futebol grego (n. 1934).
- 2014 — Stephanie Kwolek, química estadunidense (n. 1923).
- 2018 — XXXTentacion, rapper estadunidense (n. 1998).
- 2020 — Vera Lynn, cantora e atriz britânica (n. 1917).
- 2022 — Ilka Soares, atriz brasileira (n. 1932).

## Feriados e eventos cíclicos
- Dia do Orgulho Autista.

### Brasil
- Dia da Imigração Japonesa
- Dia do Químico
- Dia da Gastronomia Sustentável
- Dia do Evangélico -  Rondônia
- Aniversário do município de Entre Rios do Oeste - Paraná
- Aniversário do município de Pato Bragado - Paraná

### Cristianismo
- Gregório Barbarigo
- Hosana de Mântua
- Isabel de Schönau
- Marcos e Marceliano
- Marina, o Monge

## Outros calendários
- No calendário romano era o 14.º dia (XIV) antes das calendas de julho.
- No calendário litúrgico tem a letra dominical A para o dia da semana.
- No calendário gregoriano a epacta do dia é ix.